# 刘尧宸
刘尧宸（1895年—1925年10月13日），字俊辉，祖籍福建霞浦盐田乡龟湖村，出生于平潭县，生前为国民革命军团长，参加了国民革命军东征，1925年10月在惠州战役中阵亡，被追认为国民革命军中将，1980年又被中华人民共和国追认为革命烈士。

## 生平
刘尧宸的祖父刘长泰是霞浦县龟湖村人，咸丰年间赴平潭廳任海坛右营守备，刘尧宸因此出生于平潭。光绪二十八年（1902年），刘尧宸随父迁居福州，在培元书院就学，被中国同盟会吸收入“桥南体育会”组织。
1911年，刘尧宸加入中国同盟会，响应辛亥革命后福州的革命党人起义，起义成功后被介绍到福建陆军小学学习，后被选中送往清河第一陆军预备学堂学习。1917年考入保定陸軍軍官學校第七期，编入骑兵科第三连学习，1919年秋毕业回到福建，在李厚基手下任见习军官，后在福建靖国军总司令方聲濤手下任职，后赴广东省，1920年7月升任粤军第十六团团副，参加光复广州的战役。
1921年7月，刘尧宸所在部队赴广西平乐攻打陸榮廷残部，1922年升任孫中山大元帅府卫队团参谋长、营长，6月赴江西赣州与直系部队战斗，进逼南昌，后因陈炯明反叛，刘尧宸被调到福建攻打归附直系的李厚基，先后攻克福州、泉州。12月，許崇智率东路讨贼军进入广东，刘尧宸随孙良翰部留守福建。1923年，孙良翰麾下一个旅叛变，刘尧宸逃脱到厦门，后重赴广州追随孙中山，在黄埔军校担任教官。
1925年2月，刘尧宸代理黄埔军校教导团第二团第二营营长，参加国民革命军东征，参加了淡水戰鬥，攻克池尾镇，催使錢大鈞驰援一团在棉湖戰鬥中攻克的棉湖镇。5月，由于驻广州的杨希闵、刘震寰反叛，刘尧宸随第一旅教导团回师平叛，后被擢升为国民革命军第二师第四团团长。
1925年10月，刘尧宸率军攻打惠州，主攻北门，在亲自搭建云梯登城时中弹牺牲。

## 身后
东征后，广州国民政府为刘尧宸举行了追悼大会，周恩来为他宣读祭文，国民政府追授刘尧宸中将军衔，遗体葬于黄埔烈士陵园。中华人民共和国成立后，经刘尧宸在建瓯的后代向上申请，以及建瓯县人民政府向上申报，中华人民共和国民政部于1980年追授刘尧宸为革命烈士。

## 家庭
刘尧宸的家系为霞浦县龟湖刘氏，明朝时期自侯官县刘家巷迁居霞浦西胜村（今属盐田畲族乡），后又迁往龟湖村。刘尧宸祖父刘长泰为龟湖刘氏第十二世，生于嘉庆十三年（1808年），咸丰年间在平潭任海坛右营守备。刘长泰育有五子，包括刘尧宸的父亲刘继馨，庠生出身，在平潭以卖画代书为生，后因民事纠纷离开平潭，到福州定居。
刘尧宸的妻子为许氏，1923年生下孩子后因中风而去世，刘尧宸将其托付给嫂子抚养。他的后代刘舜勋曾在建瓯工作。

## 故居
刘尧宸在平潭的故居现为平潭县文物点，位于平潭县海坛街道猿门社区夏致街6号。